# Khetranisaurus barkhani
 Khetranisaurus barkhani es la única especie conocida del género extinto Khetranisaurus (“lagarto de los Khetran”) de dinosaurio saurópodo titanosauriano, que vivió a finales del período Cretácico, hace aproximadamente 68  millones de años en el Maastrichtiense, en lo que hoy es subcontinente indio. Encontrado en el miembro Vitakri de la Formación Pab, Pakistán. La especie tipo es K. barkhani, y su  holotipo es una vértebra caudal vértebra. Los autores de la descripción, dividieron a los titanosaurianos en dos grupos, los balochisáuridos, que incluye a los saltasáuridos y los pakisáuridos que incluye a los titanosáuridos, en los que incluyen a este género junto con Pakisaurus y Sulaimanisaurus.